# باول داماتو
بول "سْكيني" داماتو (بالإنجليزية: Paul D'Amato) (1 ديسمبر 1908 – 5 يونيو 1984)، المعروف أيضًا بلقب "السيد أتلانتيك سيتي"، كان مالك نادي "500 كلوب" الشهير في أتلانتيك سيتي بولاية نيو جيرسي، وقد امتلكه منذ أربعينيات القرن العشرين وحتى احتراق النادي في عام 1973.